# Pompa protonica
Una pompa protonica è una proteina integrale di membrana capace di spostare protoni attraverso la membrana di una cellula, un mitocondrio, o altri compartimenti sub-cellulari.

## Funzionamento

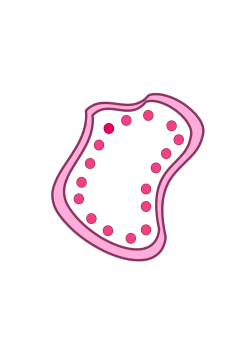
Gradiente protonico: in rosa è rappresentata la matrice, mentre i punti rossi sono i protoni

Durante la respirazione cellulare, le pompe prelevano i protoni dalla matrice (lo spazio interno alla membrana interna), all'interno del mitocondrio, e li rilasciano nello spazio fra le membrane mitocondriali stesse. I protoni così confinati creano una differenza o gradiente sia del pH sia della carica elettrica (trascurando l'effetto del buffer capacitivo) e stabiliscono un potenziale elettrochimico che funziona come una sorta di batteria elettrica o riserva di energia accumulata nella cellula. La membrana interna funziona un po' come la diga di sbarramento di un fiume, impedendo ai protoni di essere risucchiati dalla matrice. Poiché l'azione di pompaggio deve vincere la forza del gradiente di potenziale che cerca di opporsi a essa, è richiesto un lavoro e un conseguente consumo di energia, in modo del tutto analogo a quello di una bicicletta che sale un pendio o alla carica di una batteria elettrica (in entrambi i casi si ha accumulo di energia potenziale). È importante sottolineare che la pompa protonica non crea energia dal nulla, ma che, invece, utilizza per un certo tempo il gradiente di potenziale per accumulare energia. 

## Mobilità
Alcuni degli enzimi che partecipano al meccanismo di trasporto, come ad esempio l'ubichinone, si spostano lungo la matrice come fossero imbarcazioni da carico che salgono e discendono la corrente di un fiume. Altri, come l'NADH-Q reduttasi, si comportano come un traghetto attraversando la matrice. Gli enzimi che riescono ad attraversare la matrice hanno un ruolo complementare nell'azione di pompaggio perché somministrano protoni alla membrana interna.

## Diversità funzionali

### Negli eucarioti
Nei mitocondri, le reazioni elettrochimiche di riduzione causate dal trasporto di elettroni o dalla fotosintesi rinforzano lo spostamento dei protoni. Ad esempio lo spostamento di protoni da Citocromo-c ossidasi è potenziato dai prodotti della riduzione del Citocromo c. Nell'ATPasi della membrana plasmatica e delle altre membrane cellulari, è l'ATP a promuovere il suo stesso trasporto.
L'ATP sintasi FoF1 dei mitocondri, invece, muove i protoni dalle zone ad alta a quelle a bassa concentrazione, attraverso la membrana, e ricava da questo flusso l'energia necessaria alla sintesi dell'ATP. Per permettere il passaggio dei protoni, si apre un canale ionico temporaneo nella membrana interna.
L'ATPasi Idrogeno Potassio o H+/K+ ATPasi è la pompa protonica dello stomaco responsabile dell'acidificazione del contenuto di questo organo (vedi succo gastrico).

### Nei procarioti
Nei batteri e negli organelli che producono ATP, come i mitocondri, i processi di riduzione innescati dal trasferimento di elettroni o dalla fotosintesi alimentano il trasferimento protonico.
CF1 ATP ligasi dei cloroplasti delle piante corrisponde a FoF1 ATP sintasi dell'uomo.
La batteriorodopsina è un pigmento fotosintetico utilizzato dagli archaea, in particolare dagli halobacteria.